# Memories Off carta fiorato
『Memories Off carta fiorato』（メモリーズオフ カルタ フィオラート）は、サイバーフロントから配信されていた携帯電話ゲーム。同社の解散とともに配信は停止している。
本作はMemories Offシリーズ初の恋愛シミュレーションゲームである。2007年11月30日には、5pb.が同シリーズを独占的・排他的に利用する権利を取得したことを発表しているが
携帯電話アプリケーションサービスだけは例外的にサイバーフロントのもとで運営されていた。
ゲームの目的は、男子高校生となって恋愛に充実した学校生活を送ること。ヒロインは5名。複数の相手と親密になることも可能だが、度が過ぎると修羅場を見ることになる。
シリーズ公式サイトや関連書籍には『carta fiorato』に関する記述が一切ない。

## 登場人物
松ヶ野 楓子（まつがや ふうこ）
愛称「フーコ」。心優しいが、飽きっぽくてお調子者。
片桐 杏子（かたぎり きょうこ）
高慢に振舞いがちな芸能人。女優を目指している。
菊池 由希子（きくち ゆきこ）
生物教師。いわゆる不思議系であり、なにかに熱中するとそのことで頭がいっぱいになってしまう。
萩原 かつみ（はぎわら かつみ）
バイクショップのアルバイトで出会う少女。手先は器用だが態度は乱暴。
藤谷 志乃（ふじたに しの）
おとなしい後輩。専用のアトリエを持ち、志望校も芸術大学である。

## スタッフ
- グラフィック : フェザード
- シナリオ : 平戸一匡
- ディレクション : 川本和央、植松あゆみ、大片実穂
- プロデュース・総監督 : 若林健